# Mike Novak
Michael Donald Novak, detto Mike (Chicago, 23 aprile 1915 – Red Creek, 15 agosto 1978), è stato un cestista statunitense, professionista nella NBL, nella ABL, nella BAA, nella NBA e nella NPBL.

## Palmarès
- All-NBL Second Team (1946)
- Campione ABL (1952)